# Илзе Хелман
Илзе Хелман Ноах (на немски: Ilse Hellman Noach) е австрийски психоаналитик.

## Биография
Родена е на 28 септември 1908 година във Виена, Австро-Унгария, в семейството на Паул и Ирене Хелман. Още от рано Хелман е запленена от децата и специализира младежка престъпност. Започва работа в дом за деца, чийто родители не могат да се грижат за тях близо до Париж. След това заминава за Виена, където учи при Шарлоте Бюлер детско развитие. Впоследствие Бюлер е поканена в Лондон да изнася лекции и тя кани през 1937 г. Хелман да дойде при нея, за да изучават умствено изостанали деца. Във Виена Хелман се запознава със Сюзън Съдърланд и става нейна близка приятелка.
Когато избухва Втората световна война Бюлер заминава за САЩ. Хелман е наета да обслужва евакуираните деца от Лондон. Те страдат от различни проблеми като смущения в съня, хранителни разстройства. Хелман получава покана през 1942 г. от Ана Фройд да се присъедини към медицинските сестри. Тогава Хелман участва в Спорните дискусии в Британското психоаналитично общество, където застава на страната на Фройд.
Докато работи като сестра се обучава и по психоанализа. Въпреки породилите се спорове тя никога не си разваля приятелството с Мелани Клайн, Доналд Уиникът и други. По-късно се присъединява към курсовете на Ана Фройд и Дороти Бърлингам в клиниката Хампстед. Омъжва се за историка на изкуството Арнолд Ноах, който умира през 1976 г.
Илзе Ноах умира на 3 декември 1998 година в Лондон на 90-годишна възраст.